# Luigi di Taranto
Luigi d'Angiò, noto come Luigi o Ludovico di Taranto, oppure come Luigi I di Napoli (1320 – Napoli, 26 maggio 1362), figlio di Filippo I d'Angiò, principe di Taranto e di Caterina di Valois-Courtenay, fu principe di Taranto dal 1346 e prima consorte, dal 1347, e poi re di Napoli, dal 1352 alla morte, in quanto secondo marito della regina Giovanna I d'Angiò, l'unico dei suoi quattro mariti ad essere incoronato e l'unico a co-governare come monarca insieme a lei dopo l'incoronazione. Filippo di Taranto usava lo stemma del padre Filippo I d'Angiò (quello successivo al matrimonio).

## Biografia
Figlio di Filippo I di Taranto e Caterina di Valois-Courtenay, suoi nonni paterni furono Carlo II di Napoli e Maria d'Ungheria, mentre nonni materni furono Carlo di Valois e la sua seconda moglie Caterina I di Courtenay.
Nel 1342 Luigi divenne Gran Maestro dell'Ordine del Santo Sepolcro, uno dei più antichi e prestigiosi ordini militari della Cristianità. Nel 1346  suo fratello Roberto assunse la titolarità dell'Impero latino, permettendo a Luigi di essere investito del principato di Taranto.
Già dall'adolescenza, Luigi cominciò a intrattenere una relazione con la regina Giovanna, sposata ad Andrea d'Ungheria, loro cugino comune. Oltre al sentimento profondo che la sovrana, a quanto pare, provava nei suoi riguardi, a rafforzare il legame avrebbe contribuito anche il favore di Caterina, la madre di Luigi, che intendeva investire questo cospicuo capitale politico al fine di assicurare al figlio la corona di Napoli.
Alla morte di Andrea, ucciso da una congiura di cui fu sospettata la stessa regina, il 20 agosto 1347 Luigi sposò la cugina Giovanna e fu l'unico dei quattro mariti della sovrana ad essere insignito del titolo di re.

### L'invasione di Luigi I d'Ungheria
Ma il regno attraversava proprio allora un momento di grande crisi: nel novembre del 1347, per vendicare la morte del fratello Andrea, Luigi I d'Ungheria invase il reame, entrando con le sue truppe a Benevento ai primi del 1348. Le manovre di difesa furono affidate a Luigi di Taranto, il quale - dopo aver radunato un esercito a Capua nel tentativo di impedire la presa di Napoli - dovette fare i conti con le defezioni di molti baroni del regno, che, anziché difendere la legittima sovrana, si lanciarono in appoggio dell'invasore, acclamato ovunque come signore e trionfatore.
Il re consorte temporeggiò forse troppo a lungo, mentre il suo esercito difensivo continuava ad assottigliarsi per le numerose diserzioni. Disperando di salvare la situazione, il 15 gennaio la regina Giovanna lasciò Napoli in nave, diretta in Provenza. Luigi di Taranto comprese l'entità del disastro che si stava consumando e poche settimane dopo raggiunse la moglie in Francia, sotto la protezione della Chiesa di Avignone.
Luigi d'Ungheria prese Napoli con estrema facilità, ma la sua permanenza nei territori partenopei sarebbe durata molto poco. Anche sul regno di Napoli si abbatté infatti la piaga della peste nera e Luigi partì in fretta dalla capitale lasciando la reggenza nelle mani di due funzionari ungheresi.

### La riconquista del trono
I due coniugi non si diedero per vinti e nell'agosto del 1348, reclutato un esercito, tornarono a liberare Napoli. Ma la cacciata delle milizie straniere, alle quali si erano aggiunti anche molti mercenari, fu più difficile del previsto, soprattutto in Puglia. Gli scontri si protrassero per molti mesi, dando al Luigi d'Ungheria il tempo di organizzare una seconda spedizione nel sud Italia. Raggiunta Manfredonia via mare ai primi del 1350, il re ungherese si portò in poco tempo in Campania. Ma stavolta furono i suoi stessi soldati a reclamare la fine delle ostilità e il ritorno in patria, stanchi del lungo periodo di guerre che avevano dovuto combattere. Con la mediazione dei legati pontifici, il re d'Ungheria accettò la firma della tregua e riprese la via del ritorno, ottenendo comunque l'istituzione di un processo a carico di Giovanna per accertare le sue responsabilità nell'assassinio di Andrea. Il processo si svolse alla corte papale di Avignone, sulla quale l'influenza degli Angioini era enorme. Grazie anche alla cessione alla Chiesa del dominio della città di Avignone, la regina fu dichiarata innocente e le rivendicazioni del sovrano ungherese furono definitivamente archiviate.

### LuigiRe consortedi Napoli
La sentenza del processo decretò anche l'attribuzione a Luigi del titolo di re di Napoli. Rientrati nella capitale nel gennaio del 1352, Giovanna I d'Angiò e Luigi di Taranto furono solennemente incoronati sovrani di Napoli.
Nel 1360, a sostegno di un'insurrezione contro Federico IV, Luigi invase in armi la Sicilia nel tentativo di riportarla sotto l'egemonia angioina, ma l'iniziativa non ebbe successo.

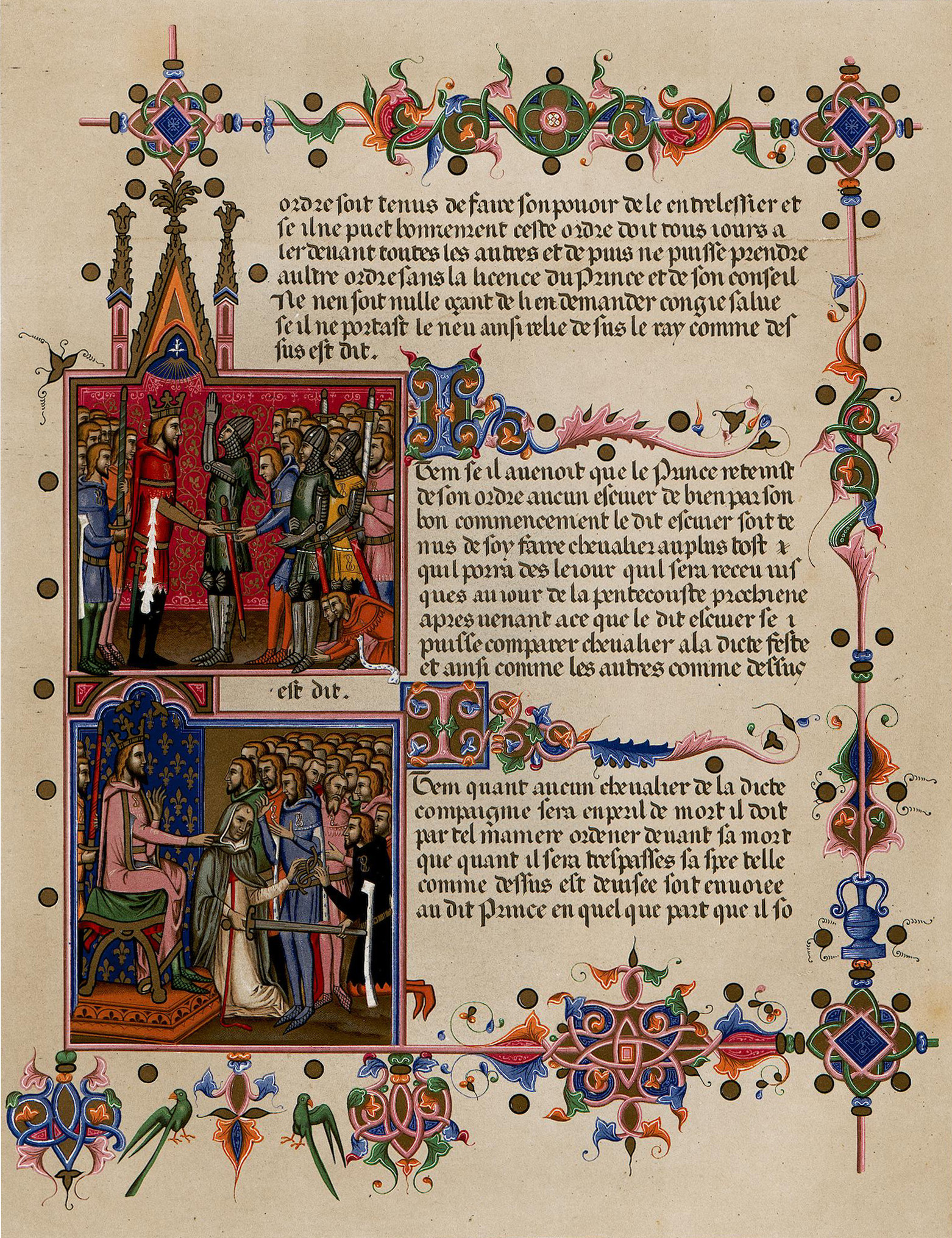
Luigi I di Napoli nell'atto di investitura feudale

Luigi di Taranto morì a Napoli il 26 maggio 1362 e fu sepolto nella chiesa di Montevergine. La regina Giovanna contrasse altri due matrimoni – con Giacomo IV di Maiorca nel 1363 e con Ottone di Brunswick-Grubenhagen nel 1376 – ma nessuno dei due mariti fu mai incoronato re.

## Discendenza
Dall'unione con la regina Giovanna I nacquero due figlie:
- Caterina (30 giugno 1348–8 giugno 1349);
- Francesca (marzo 1349–23 maggio 1352).

Luigi fu padre anche di tre figli illegittimi, nate da relazioni con donne di cui non si hanno notizie:
- Esclabonda sposò Luigi di Capua.[8]
- Clemenzia sposò Giovanni dell’Amendolea.[8]
- Un figlio maschio che sarebbe stato il capostipite di una famiglia ancora esistente a Corfù nel XIX secolo.[8]

## Ascendenza
|                            |                            |                            | Genitori                               |  |  | Nonni |  |  | Bisnonni           |  |  | Trisnonni                 |  |
|                            |                            |                            |                                        |  |  |       |  |  | 8. Carlo I d'Angiò |  |  | 16. Luigi VIII di Francia |  |
|                            |                            |                            |                                        |  |  |       |  |  | 8. Carlo I d'Angiò |  |  | 16. Luigi VIII di Francia |  |
|                            |                            | 17. Bianca di Castiglia    |                                        |  |  |       |  |  | 8. Carlo I d'Angiò |  |  |                           |  |
| 4. Carlo II di Napoli      |                            |                            |                                        |  |  |       |  |  | 8. Carlo I d'Angiò |  |  |                           |  |
|                            |                            | 9. Beatrice di Provenza    | 18. Raimondo Berengario IV di Provenza |  |  |       |  |  |                    |  |  |                           |  |
|                            |                            | 9. Beatrice di Provenza    | 18. Raimondo Berengario IV di Provenza |  |  |       |  |  |                    |  |  |                           |  |
|                            |                            | 9. Beatrice di Provenza    | 19. Beatrice di Savoia                 |  |  |       |  |  |                    |  |  |                           |  |
| 2. Filippo I d'Angiò       |                            | 9. Beatrice di Provenza    |                                        |  |  |       |  |  |                    |  |  |                           |  |
|                            |                            | 10. Stefano V d'Ungheria   | 20. Béla IV d'Ungheria                 |  |  |       |  |  |                    |  |  |                           |  |
|                            |                            | 10. Stefano V d'Ungheria   | 20. Béla IV d'Ungheria                 |  |  |       |  |  |                    |  |  |                           |  |
|                            |                            | 10. Stefano V d'Ungheria   | 21. Maria Lascaris di Nicea            |  |  |       |  |  |                    |  |  |                           |  |
| 5. Maria d'Ungheria        |                            | 10. Stefano V d'Ungheria   |                                        |  |  |       |  |  |                    |  |  |                           |  |
|                            |                            | 11. Elisabetta dei Cumani  | 22. Köten dei Cumani                   |  |  |       |  |  |                    |  |  |                           |  |
|                            |                            | 11. Elisabetta dei Cumani  | 22. Köten dei Cumani                   |  |  |       |  |  |                    |  |  |                           |  |
|                            |                            | 11. Elisabetta dei Cumani  | 23. Halitsch                           |  |  |       |  |  |                    |  |  |                           |  |
| 1. Luigi di Taranto        |                            | 11. Elisabetta dei Cumani  |                                        |  |  |       |  |  |                    |  |  |                           |  |
|                            | 12. Filippo III di Francia | 24. Luigi IX di Francia    |                                        |  |  |       |  |  |                    |  |  |                           |  |
|                            | 12. Filippo III di Francia | 24. Luigi IX di Francia    |                                        |  |  |       |  |  |                    |  |  |                           |  |
|                            | 12. Filippo III di Francia | 25. Margherita di Provenza |                                        |  |  |       |  |  |                    |  |  |                           |  |
| 6. Carlo di Valois         | 12. Filippo III di Francia |                            |                                        |  |  |       |  |  |                    |  |  |                           |  |
|                            |                            | 13. Isabella d'Aragona     | 26. Giacomo I d'Aragona                |  |  |       |  |  |                    |  |  |                           |  |
|                            |                            | 13. Isabella d'Aragona     | 26. Giacomo I d'Aragona                |  |  |       |  |  |                    |  |  |                           |  |
|                            |                            | 13. Isabella d'Aragona     | 27. Iolanda d'Ungheria                 |  |  |       |  |  |                    |  |  |                           |  |
| 3. Caterina II di Valois   |                            | 13. Isabella d'Aragona     |                                        |  |  |       |  |  |                    |  |  |                           |  |
|                            |                            | 14. Filippo di Courtenay   | 28. Baldovino II di Costantinopoli     |  |  |       |  |  |                    |  |  |                           |  |
|                            |                            | 14. Filippo di Courtenay   | 28. Baldovino II di Costantinopoli     |  |  |       |  |  |                    |  |  |                           |  |
|                            |                            | 14. Filippo di Courtenay   | 29. Maria di Brienne                   |  |  |       |  |  |                    |  |  |                           |  |
| 7. Caterina I di Courtenay |                            | 14. Filippo di Courtenay   |                                        |  |  |       |  |  |                    |  |  |                           |  |
|                            |                            | 15. Beatrice d'Angiò       | 30. Carlo I d'Angiò (= 8)              |  |  |       |  |  |                    |  |  |                           |  |
|                            |                            | 15. Beatrice d'Angiò       | 30. Carlo I d'Angiò (= 8)              |  |  |       |  |  |                    |  |  |                           |  |
|                            |                            | 15. Beatrice d'Angiò       | 31. Beatrice di Provenza (= 9)         |  |  |       |  |  |                    |  |  |                           |  |
|                            |                            | 15. Beatrice d'Angiò       |                                        |  |  |       |  |  |                    |  |  |                           |  |